# Hengst (zandplaat)
De Hengst is een geheel bestaande uit drie zandplaten dat gelegen is ten noordoosten van Texel en ten zuiden van Vlieland, twee Nederlandse Waddeneilanden die in het westelijke deel van de Waddenzee liggen. De Hengst bestaat uit de zandplaat Hengst zelf, die het grootste deel van het gebied beslaat, de Steenplaat, die een langwerpige zandplaat in het noordwesten van het gebied vormt, en de Ballastplaat, die in het zuiden ervan ligt.

## Locatie
De Hengst ligt pal ten oosten van het Eierlandse Gat, het zeegat dat Texel en Vlieland scheidt. De Hengst wordt van de kust gescheiden door twee diepe vaargeulen en is dus niet met wadlopen vanaf Texel of Vlieland te betreden. In het noorden ligt de Kolk, die onder Vlieland stroomt, en in het zuiden ligt de Vogelzwin. De Hengst grenst in het oosten aan de Waardgronden, waar de vaargeulen naartoe stromen. Dit is het wantij van Vlieland, dat net zoals de Hengst bij laag water grotendeels boven het wateroppervlakte ligt. Bestuurlijk gezien valt het gebied zowel onder de gemeente Vlieland (provincie Friesland) alsook onder de gemeente Texel (provincie Noord-Holland).

## Natuur
Anno 1992 werd de oppervlaktegrootte van het gebied geschat op ongeveer 1.650 hectare (16,5 km2). In 2020 was dit 19,65 km2.
Een gedeelte van de noordelijke kust van de Hengst is aangewezen als zeehondenreservaat. Tussen 15 mei en 1 september is het daarom verboden om het gebied te betreden. De grijze zeehond komt sinds ongeveer het jaar 2000 op Hengst voor. Daarnaast is de Hengst in z'n geheel een stiltegebied. De Hengst is behalve voor zeehonden ook een belangrijk gebied voor verschillende vogelsoorten, waaronder bonte strandlopers, wulpen, kanoetstrandlopers, en zilvermeeuwen. Omdat de Hengst zoals veel andere wadplaten ook bij hoog water onderloopt, wordt hier onder andere naar kokkels gevist. Een smalle strook land tussen Vlieland en Texel blijft bij gemiddeld hoogwater droog.